# Leroy Pope Walker
Leroy Pope Walker (Huntsville, Alabama, 1817 - 1884) fou un polític sudista.
Es graduà en lleis i fou congressista a Alabama el 1843-1844, 1847 i 1851, i fins i tot en fou portaveu. Delegat per Alabama en la Convenció Sudista del 1860, fou nomenat secretari de guerra dels Estats Confederats d'Amèrica el 1861 i autoritzà l'atac a Fort Sumter. Va dimitir aleshores i s'uní a l'exèrcit, fou cap de les guarnicions de Mobile i Montgomery i cap del Tribunal Militar. En acabar la guerra, fou advocat de Frank James el 1883 i un dels ponents de la constitució del 1876.